# Groupe des républicains indépendants (Assemblée nationale)
Pour les articles homonymes, voir Républicains indépendants.
Le groupe des républicains indépendants (RI) est un groupe parlementaire de centre droit ayant existé à l’Assemblée nationale française de 1945 à 1956 puis de 1962 à 1978.

## Historique

### IVeRépublique
Après la Libération et le retour de la démocratie en France, les partis de droite de la IIIe République (Fédération républicaine et Alliance démocratique) sont discrédités par la participation de nombre de ses membres au régime de Vichy, même si ces partis étaient représentés au CNR. Plusieurs anciens de l'AD décident alors de se présenter aux élections constituantes d'octobre 1945 sous l'étiquette « Indépendants » ou « Modérés ». À l'issue de ces élections, 14 élus forment le groupe des républicains indépendants, dont René Coty ou Émile Gellie.
Le groupe est renouvelé lors de l'Assemblée constituante de 1946 avec 23 députés, auxquels se sont rattachés les 9 élus du groupe Républicains d'action paysanne et sociale, puis en 1947 lors de la première législature de la Quatrième République, avec 28 députés. Il accueille alors des personnalités comme Paul Reynaud, Antoine Pinay ou encore Jean Chamant.
Il représente avec le groupe Parti républicain de la liberté, la droite modérée et libérale. En 1949, les membres de ces deux groupes vont se rassembler au sein du Centre national des indépendants (CNI) pour peser face à la concurrence du Mouvement républicain populaire (MRP) qui a capté une grande partie de l'électorat modéré, et à la poussée des gaullistes du Rassemblement du peuple français (RPF).
Lors des élections législatives de 1951, le CNIP (qui vient d'absorber le PPUS) fait partie de la Troisième force et obtient 96 sièges. Le groupe des républicains indépendants devient alors le principal groupe parlementaire de ce parti alors que 43 députés décident de continuer à siéger au sein du groupe PRL renommé Centre républicain d'action paysanne et sociale (CRAPS).
À l'issue des élections législatives de 1956, le groupe des républicains indépendants, celui du CRAPS et celui de l'Action républicaine et sociale (scission du RPF), fusionneront pour former le groupe Indépendants et paysans d'action sociale (IPAS).

### VeRépublique
Fin 1962, après l’adoption d’une motion de censure contre le gouvernement Georges Pompidou, des élus font scission du Centre national des indépendants et paysans (CNIP) en entendant s'inscrire dans la majorité présidentielle. Menés par Valéry Giscard d'Estaing et Raymond Mondon, ils forment le Comité d'études et de liaison des républicains indépendants (RI), qui se présente de façon indépendante aux élections législatives et reconstitue le groupe des républicains indépendants à l’Assemblée nationale.
Ce groupe parlementaire est une force d’appoint à la majorité gaulliste à l’Assemblée nationale, notamment à la suite des élections législatives de 1967, qui ne donnent qu'une majorité relative à l’UDR. Les élus RI affichent néanmoins une certaine indépendance lors du second mandat présidentiel du général de Gaulle.
Le groupe est à l’origine de la création du parti Fédération nationale des républicains indépendants (FNRI) en 1966. En 1974, Valéry Giscard d’Estaing est élu président de la République.
En 1977, la FNRI est remplacée par le Parti républicain (PR) L’année suivante, le président Giscard d’Estaing lance l’Union pour la démocratie française (UDF), dont le PR est le fer de lance. Le groupe RI fusionne alors avec le groupe des réformateurs, des centristes et des démocrates sociaux (RCDS) pour former le groupe de l'Union pour la démocratie française.

## Présidents
| Mandats   | Noms            |
| --------- | --------------- |
| 1962-1969 | Raymond Mondon  |
| 1969-1973 | Aimé Paquet     |
| 1973-1974 | Michel d'Ornano |
| 1974-1975 | Jean Brocard    |
| 1975-1978 | Roger Chinaud   |

## Résultats
| Année | Premier tour | Premier tour | Sièges   | Rang | Gouvernement |
| Année | Voix         | %            | Sièges   | Rang | Gouvernement |
| ----- | ------------ | ------------ | -------- | ---- | --- |
| 1945  |              |              | 14 / 586 | 7e   | |
| 1946  |              |              | 23 / 586 | 6e   | |
| 1946  | 462 297      | 2,41         | 28 / 618 | 6e   | Schuman I (1947-1948), Marie (1948), Schuman II (1948), Queuille I (1948-1949), Bidault II (1949-1950), Bidault III (1950), Queuille II (1950), Pleven I (1950-1951), Queuille III (1951) |
| 1951  | 2 656 995    | 12,83        | 53 / 626 | 6e   | Pleven II (1951-1952), Faure I (1952), Pinay (1952), Mayer (1953), Laniel I (1953-1954), Laniel II (1954), Mendès France (1954-1955), Faure II (1955-1956)                                |
| 1962  | 427 821      | 2,3          | 35 / 482 | 6e   | Pompidou II (1962-1966), Pompidou III (1966-1967), |
| 1967  | 4 830 833    | 5,5          | 42 / 486 | 5e   | Pompidou IV |
| 1968  | 2 330 167    | 5,5          | 61 / 487 | 5e   | Couve de Murville (1968-1969), Chaban-Delmas (1969-1972), Messmer I (1972-1973) |
| 1973  | 4 519 459    | 6,9          | 55 / 490 | 5e   | Messmer II (1973-1974) , Messmer III (1974) , Chirac I (1974-1976), Barre I (1976-1977), Barre II (1977-1978)                                                                             |